# クリフォード・ブラングウィン
クリフォード・P・ブラングウィン（Clifford P. Brangwynne、1978年 - ）は、アメリカ合衆国の生物物理学者。プリンストン大学教授。主な業績は、相分離した高分子凝縮物に関する発見。

## 来歴
マサチューセッツ州レキシントン出身。2001年にカーネギーメロン大学を卒業後、2007年にハーバード大学大学院から応用物理学のPh.D.を取得した。マックスプランク分子細胞生物学・遺伝学研究所で博士研究員、2011年から現職。また2018年以降はハワード・ヒューズ医学研究所にも所属している。

## 受賞歴
- 2021年 - HFSP中曽根賞、ワイリー賞
- 2023年 - ディクソン賞医学部門、生命科学ブレイクスルー賞

## 参照
- Clifford Branhwynne, Ph.D.
- Clifford P. Brangwynne
- Clifford P. Brangwynne